# World Cup of Hockey 2004
La World Cup of Hockey 2004 è stata la seconda edizione della World Cup of Hockey, torneo per nazionali di hockey su ghiaccio organizzato dalla NHL.
Questa edizione del torneo si è svolta ad otto anni di distanza da quella precedente (1996) e ha visto la partecipazione di otto nazionali (due nordamericane e sei europee); a vincere è stato per la prima volta il Canada, che in finale ha sconfitto la Finlandia con il punteggio di 3-2.
Al termine del torneo ha avuto inizio il lock-out della NHL che ha portato alla cancellazione della stagione 2004-2005.

## Sedi
La Word Cup of Hockey 2004 si è svolta in tre città nordamericane e quattro europee:
| Paese           | Città      | Stadio             |
| --------------- | ---------- | ------------------ |
| Canada          | Toronto    | Air Canada Centre  |
| Canada          | Montréal   | Bell Centre        |
| Stati Uniti     | Saint Paul | Xcel Energy Center |
| Svezia          | Stoccolma  | Ericsson Globe     |
| Finlandia       | Helsinki   | Hartwall-areena    |
| Repubblica Ceca | Praga      | Sazka Arena        |
| Germania        | Colonia    | Lanxess Arena      |

## Partecipanti
Al torneo hanno partecipato otto nazionali suddivise in due gironi da quattro squadre ciascuno:
| Canada      | Roster |
| Stati Uniti | Roster |
| Russia      | Roster |
| Slovacchia  | Roster |

| Svezia    | Roster |
| Finlandia | Roster |
| Rep. Ceca | Roster |
| Germania  | Roster |

## Risultati

### Girone A
| Squadra     | P.ti | G | V | P | S | GF | GS | DR |
| ----------- | ---- | - | - | - | - | -- | -- | -- |
| Canada      | 6    | 3 | 3 | 0 | 0 | 10 | 3  | +7 |
| Russia      | 4    | 3 | 2 | 0 | 1 | 9  | 6  | +3 |
| Stati Uniti | 2    | 3 | 1 | 0 | 2 | 5  | 6  | -1 |
| Slovacchia  | 0    | 3 | 0 | 0 | 3 | 4  | 13 | -9 |

LEGENDA:
PP = Gol segnati in superiorità numerica; SH = Gol segnati in inferiorità numerica
| Arbitri: | Brad Watson Paul Devorski |

|                      |           |                                                                                 |
| Guerin 30:40 (Gomez) | Marcatori | St. Louis 16:01 (PP; Thornton, Niedermayer) Sakic 23:05 (PP; Redden, St. Louis) |

| Arbitri: | Don Van Massenhoven Stephen Walkom |

| |           |                                     |
| Thornton 3:02 Smyth 4:43 (Foote, Lecavalier) 47:11 (Lecavalier, Heatley) Gagne 24:07 (St. Louis) St. Louis 40:58 (Richards, Foote) | Marcatori | Cibak 44:53 (Bartecko, Radivojevič) |

| Arbitri: | Brad Watson Paul Devorski |

|                                      |           |                                                                                |
| Tkachuk 33:44 (PP; Modano, Rafalski) | Marcatori | Zubrus 32:20 (Kvasha, Yashin) Kovalev 45:05 (Khavanov) Kozlov 58:02 (Samsonov) |

| Arbitri: | Don Van Massenhoven Stephen Walkom |

|                                 |           |                                                                                        |
| Nagy 11:14 (PP; Demitra, Chara) | Marcatori | Smolinski 3:09 (PP; Leetch, Amonte) Blake 13:27 (Chelios, Gomez) Guerin 56:17 (Modano) |

| Arbitri: | Brad Watson Paul Devorski |

|                                                                                          |           |                            |
| Richards 23:40 (SH; Gagne, Hannan) Draper 25:17 (Doan, Lecavalier) Sakic 45:43 (Lemieux) | Marcatori | Gonchar 52:46 (Afinogenov) |

| Arbitri: | Don Van Massenhoven Stephen Walkom |

| |           |                                            |
| Datsyuk 8:10 (Markov, Frolov) Kovalev 32:01 Samsonov 35:47 (Zubrus, Gonchar) Yashin 40:59 (SH; Frolov) Ovechkin 47:10 (Afanasenkov) | Marcatori | Hossa 10:27 (Demitra, Chara) Gaborik 45:47 |

### Girone B
| Squadra   | P.ti | G | V | P | S | GF | GS | DR  |
| --------- | ---- | - | - | - | - | -- | -- | --- |
| Finlandia | 5    | 3 | 2 | 1 | 0 | 11 | 4  | +7  |
| Svezia    | 5    | 3 | 2 | 1 | 0 | 13 | 9  | +4  |
| Rep. Ceca | 2    | 3 | 1 | 0 | 2 | 10 | 10 | 0   |
| Germania  | 0    | 3 | 0 | 0 | 3 | 4  | 15 | -11 |

| Arbitri: | Dan Marouelli Kevin Pollock |

|  |           | |
|  | Marcatori | Hentunen 6:33 (Kapanen, Numminen) S. Koivu 40:30 (Lehtinen) Kapanen 44:56 (PP; Salo, Peltonen) Eloranta 51:09 (Timonen, M. Koivu) |

| Arbitri: | Dan Marouelli Kevin Pollock |

|                                            |           | |
| Sturm 17:57 (SH) Kreutzer 33:00 (SH; Boos) | Marcatori | Holmström 16:44 (PP; Näslund, Forsberg) Sundin 21:59 Johnsson 27:26 (Alfredsson, Modin) Nilson 31:51 (Sundin, Holmström) Modin 36:25 (Johnsson) |

| Arbitri: | Dan Marouelli Kevin Pollock |

|                                                              |           | |
| Ručínský 43:20 (Havlat) Zidlicky 45:16 Eliáš 54:25 (Hamrlik) | Marcatori | Modin 11:49 (Sundin) Forsberg 22:58 (PP; Holmström, Näslund) Öhlund 24:28 (PP; Alfredsson, Modin) Zetterberg 30:30 (PP; Johnsson) |

| Arbitri: | Don Koharski Marc Joannette |

| |           |  |
| Timonen 10:47 (PP; Lehtinen, Selänne) Selänne 31:27 (PP; Timonen, S. Koivu) Lehtinen 55:38 (Timonen) | Marcatori |  |

| Arbitri: | Don Koharski Marc Joannette |

|                                              |           | |
| Boos 43:55 (Lewandowski) Hecht 57:19 (Leask) | Marcatori | Zidlicky 22:56 (PP; Straka, Prospal) Slegr 24:27 (Dopita, Sýkora) Jágr 25:52 (Prospal) Hejduk 30:50 (PP; Eliáš) Eliáš 35:48 (Havlat) Havlat 50:59 (Vlasak, Hamrlik) Prospal 58:36 (Jágr) |

| Arbitri: | Don Koharski Marc Joannette |

| |           | |
| Peltonen 1:39 (Ruutu, Väänänen) Väänänen 4:34 (PP; Lydman, Hentunen) S. Koivu 12:46 (Lehtinen, Selänne) Jokinen 20:38 (Ruutu, Peltonen) | Marcatori | Modin 12:27 (PP) 39:17 (Johnsson) Lidström 17:24 (PP; Alfredsson, Sundin) Holmström 59:15 (Forsberg, Modin) |

### Quarti di finale
| Helsinki 6 settembre 2004 | Finlandia | 2 – 1 (0-0; 1-0; 1-1)       | Germania | Hartwall-areena (8 650 spett.) |
| \| \| \| \| \| Hagman 30:50 (PP; Kapanen, Timonen) Eloranta 56:38 (Timonen, Jokinen) \| Marcatori \| Sturm 53:58 (Goc, Kreutzer) \| |           |                             |          |                                |
| |           |                             |          |                                |
| Hagman 30:50 (PP; Kapanen, Timonen) Eloranta 56:38 (Timonen, Jokinen)                                                               | Marcatori | Sturm 53:58 (Goc, Kreutzer) |          |                                |

| Arbitri: | Don Koharski Marc Joannette |

|                                         |           | |
| Holmström 56:29 (PP; Näslund, Forsberg) | Marcatori | Straka 6:15 (Prospal) Havlat 13:30 (Eliáš) Zidlicky 36:08 (Straka) Dvorak 48:17 (SH; Cajanek) Hejduk 54:37 (Zidlicky) 58:15 (PV; Cajanek) |

| Arbitri: | Brad Watson Paul Devorski |

| |           | |
| Afanasenkov 27:14 (Chubarov, Gonchar) Zubrus 40:36 (Yashin, Kasparaitis) Kovalchuk 51:04 (PP; Samsonov, Kovalev) | Marcatori | Tkachuk 11:20 (Modano, Rafalski) 21:56 (Guerin, Modano) 44:47 (Guerin, Modano) 59:05 (PV; Modano, Rafalski) Gomez 44:25 (Tkachuk) |

| Arbitri: | Don Van Massenhoven Stephen Walkom |

| |           |  |
| Lecavalier 22:28 (PP; Richards, Brewer) Iginla 25:26 (Sakic, Brewer) 47:49 (Lemieux, Sakic) Smyth 31:29 (Lecavalier, Heatley) Sakic 31:48 (Iginla, Lemieux) | Marcatori |  |

### Semifinali
| Arbitri: | Don Koharski Marc Joannette |

|                                                             |           |                                  |
| Jokinen 45:04 (Numminen) S. Koivu 56:06 (Väänänen, Selänne) | Marcatori | Weight 32:57 (PP; Gomez, Martin) |

| Arbitri: | Paul Devorski Stephen Walkom |

| |           |                                                                                          |
| Brewer 31:15 (Draper, Thornton) Lemieux 34:25 (PP; Lecavalier, Richards) Draper 53:47 (Thornton) Lecavalier 63:45 (Smyth) | Marcatori | Cajanek 35:07 (Hejduk, Ručínský) Havlat 47:21 (PP; Kaberle, Hejduk) Eliáš 53:53 (Havlat) |

### Finale
| Arbitri: | Paul Devorski Stephen Walkom |

|                                                  |           |                                                                                                |
| Hahl 6:34 (Lydman, Berg) T. Ruutu 19:00 (Lydman) | Marcatori | Sakic 0:52 (Lemieux, Brewer) Niedermayer 23:15 (Draper, Thornton) Doan 40:34 (Thornton, Foote) |

## Premi
Miglior portiere:  Martin Brodeur
Miglior difensore:  Kimmo Timonen
Miglior attaccante:  Fredrik Modin
Miglior giocatore:  Vincent Lecavalier

## Statistiche

### Giocatori
| Giocatore          | PG | G | A | Pti | PMI |
| ------------------ | -- | - | - | --- | --- |
| Fredrik Modin      | 4  | 4 | 4 | 8   | 2   |
| Vincent Lecavalier | 6  | 2 | 5 | 7   | 8   |
| Keith Tkachuk      | 5  | 5 | 1 | 6   | 23  |
| Martin Havlát      | 5  | 3 | 3 | 6   | 2   |
| Kimmo Timonen      | 6  | 1 | 5 | 6   | 2   |
| Mike Modano        | 5  | 0 | 6 | 6   | 0   |
| Daniel Alfredsson  | 4  | 0 | 6 | 6   | 2   |
| Joe Sakic          | 6  | 3 | 3 | 6   | 2   |
| Milan Hejduk       | 5  | 3 | 2 | 5   | 2   |
| Patrik Eliáš       | 5  | 3 | 2 | 5   | 10  |

LEGENDA: PG= Partite Giocate, G= Goal, A= Assist, Pts=Punti, PMI=Penalità in Minuti

### Portieri
| Portiere         | Min | GA | GAA  | SV%  |
| ---------------- | --- | -- | ---- | ---- |
| Martin Brodeur   | 300 | 5  | 1.00 | .961 |
| Rick DiPietro    | 60  | 1  | 1.00 | .941 |
| Miikka Kiprusoff | 365 | 9  | 1.50 | .939 |
| Tommy Salo       | 60  | 2  | 2.00 | .895 |
| Ilya Bryzgalov   | 180 | 7  | 2.34 | .897 |
| Robert Esche     | 238 | 10 | 2.53 | .909 |
| Roberto Luongo   | 64  | 3  | 2.82 | .925 |
| Tomáš Vokoun     | 302 | 15 | 2.98 | .881 |
| Maxim Sokolov    | 60  | 3  | 3.01 | .893 |
| Olaf Kölzig      | 180 | 10 | 3.34 | .905 |

LEGENDA: Min= Minuti giocati, GA= Goal Subiti, GAA= Media di goal subiti, SV%=Percentuale di parata